# Ort"jagun
L'Ort"jagun (in russo Ортъягун?) è un fiume della Russia siberiana occidentale, affluente di sinistra del Tromʺëgan (bacino idrografico dell'Ob'). Scorre nel Surgutskij rajon del Circondario autonomo degli Chanty-Mansi-Jugra.
Il fiume nasce nel bassopiano della Siberia occidentale in una zona paludosa ricca di laghi. Scorre in direzione meridionale e sfocia nel Tromʺëgan a 117 km dalla foce. La lunghezza del fiume è di 199 km, il bacino imbrifero è di 1 460 km².